# Hari Seldon
Pour les articles homonymes, voir Seldon.
Hari Seldon est un personnage de fiction du Cycle de Fondation, imaginé par Isaac Asimov. Mathématicien statisticien, enseignant à l'université de Streeling sur la planète-cité de Trantor, il est l'inventeur de la psychohistoire, qui permet de prédire le futur à l'aide d'équations décrivant le comportement global des êtres humains. Hari Seldon est l'initiateur du plan Seldon et des Fondations.

## Biographie de fiction
Hari Seldon est né en l'an 11988 de l'Ère Galactique, la même année que l'empereur Cléon Ier, sur la planète Hélicon dans le secteur d'α Bootis (Arcturus). Son père cultivait du tabac dans une ferme hydroponique. Seldon a appris dès son plus jeune âge l'esquive (art martial héliconien), et s'est rapidement découvert une aptitude particulière dans le domaine des mathématiques.
Il arrive pour la première fois sur Trantor, capitale de l'Empire, à 32 ans. Il y fera une intervention au Congrès Décennal sur la possibilité de la création d'une science permettant de prédire le futur le plus probable. Il ne croit alors pas lui-même en l'applicabilité de cette science, qu'il baptise psychohistoire, mais sa rencontre avec le R. Daneel Olivaw (alors premier ministre de l'Empire sous le pseudonyme d'Eto Demerzel), changera son point de vue sur la question, et beaucoup d'autres choses dans sa vie. En effet, dans les semaines qui suivent son intervention au Congrès et sa rencontre avec le robot, il visitera de nombreux secteurs de Trantor, rencontrera sa future épouse, Dors Venabili, et celui qui allait devenir son fils adoptif, Raych, avant de devenir professeur à la prestigieuse université de Streeling, où il continuera de développer la psychohistoire grâce aux subventions du gouvernement Impérial.
En 12 028 de l'Ère Galactique, après qu'il eut empêché l'accession au pouvoir de Joranum, l'Empereur Cléon, convaincu qu'il maîtrise déjà la psychohistoire, le nomme premier ministre. Durant sa période au pouvoir (qu'il n’apprécia pas particulièrement), il dû faire face à deux tentatives d'assassinat. Il y réchappa, mais à la suite de la seconde, Cléon est tué par l'un des jardiniers, Mandell Gruber. Seldon comprend que s'il conserve son poste, la dictature militaire qui suivra cherchera à se débarrasser de lui. Il quitte donc le pouvoir pour ne plus se consacrer qu'à l'université de Streeling et à la psychohistoire, en 12 038.
Sa petite fille, Wanda Seldon, naît deux ans plus tard.
En 12 048, alors que la junte domine Trantor, un nouveau complot, mené par Tamwille de Sorbh, un brillant mathématicien travaillant sur la psychohistoire, se trame contre Seldon. Dors parviendra à le déjouer, mais devra le payer de sa vie. Elle meurt dans les bras de son mari, après avoir été exposée trop fortement à une machine néfaste à son corps robotique.
Hari Seldon meurt de vieillesse, en 12069 de l'Ère Galactique (an I de l'Ère de la Fondation), alors qu'il était dans son bureau en train de travailler à son Premier Radiant, entouré par les projections de ses équations psychohistoriques, son œuvre. Sa dernière pensée ira à son épouse, Dors, partie quelques années plus tôt sans qu'il puisse vraiment se remettre de sa mort.

## Place du personnage dans le Cycle de Fondation
Ce personnage est assez particulier, puisqu'il meurt chronologiquement peu après l'établissement de la Fondation sur Terminus (première nouvelle du Cycle de Fondation) ; il reste cependant présent dans tout le cycle, au travers de ses apparitions holographiques. La psychohistoire lui permettant de prédire de son vivant les crises futures, il avait en effet enregistré plusieurs hologrammes de lui-même à l'intention des générations futures. Les protagonistes des différents récits se demandent souvent comment agir au mieux, et si les événements récents furent prévus par Seldon ; l'image de Seldon fait de rares apparitions pour livrer avec parcimonie quelques pistes vers la solution à leurs problèmes actuels.
Le Cycle de Fondation relate la création et l'histoire des deux Fondations. Cependant, les romans Prélude à Fondation et l'Aube de Fondation, parus après les cinq volumes principaux du cycle, racontent la jeunesse, puis la vie de Hari Seldon, ainsi que la création de la psychohistoire.

## Postérité dans le monde réel
L'historien Ian Morris s'est demandé si la pensée de Seldon (telle que décrite par Asimov) pouvait trouver des applications dans le domaine des statistiques et des prédictions dans le monde réel. Le nom de Hari Seldon est cité dans un article paru dans The Economist discutant de l'utilisation des statistiques en épidémiologie, du processus par lequel les sociétés changent la pensée politique collective, et d'un « modèle informatique général de la société ».
Seldon est également assez souvent nommé dans les recherches comme référence littéraire métaphorique,.
Le magazine Forbes, de son côté, spécule en 2013 que la psychohistoire de Seldon se manifeste par l'émergence  du Big data au début du XXIe siècle. Seldon a même été qualifié de « figure paradigmatique » dans la recherche sur le Big data.
En 2019, le terme d'« algorithme seldonien » est choisi en référence à ce personnage fictif pour désigner de nouvelles techniques d'intelligence artificielle destinées à éviter les comportements indésirables dans les systèmes de prise de décision.
Parmi les personnes qui attribuent à Hari Seldon leurs choix de carrière, on trouve l'économiste et chroniqueur du New York Times Paul Krugman et le politicien américain Newt Gingrich.
En France, lors d'un discours prononcé à Toulouse le 16 avril 2017 pendant la campagne présidentielle, le candidat Jean-Luc Mélenchon annonce qu'il s'est inspiré de Hari Seldon et son apparition holographique pour sa campagne.
Le 22 octobre 2019, il a été annoncé que Jared Harris a été choisi pour incarner Hari Seldon dans la série Foundation, tandis que Lee Pace incarnera Frère au Grand Jour (Brother Day), l'Empereur de la Galaxie. La série sort le 24 septembre 2021.
Seldon est fêté le Jeudi 12 Pédale du calendrier du Collège de ’Pataphysique : « Saint Hari Seldon, psychohistorien galactique, SQ ».